# اسکینی دیپینگ (ترانه)
«اسکینی دیپینگ» (انگلیسی: Skinny Dipping) ترانه‌ای از خواننده آمریکایی، سابرینا کارپنتر از پنجمین آلبوم استودیویی او به نام ایمیل‌هایی که نمی‌توانم بفرستم (۲۰۲۲) و یازدهمین قطعهٔ این آلبوم است. این ترانه توسط کارپنتر، جولیا مایکلز، جی‌پی ساکس و لروی کلمپیت نوشته شده است. «اسکینی دیپینگ» در ۹ سپتامبر ۲۰۲۱ توسط آیلند رکوردز به عنوان تک‌آهنگ آغازین این آلبوم منتشر شد.